# Безьё
Безьё (фр. Baisieux) — коммуна во Франции, регион О-де-Франс, департамент Нор, округ Лилль, кантон Тамплёв. Находится на границе с Бельгией, в 14 км к востоку от Лилля. Через территорию коммуны проходит автомагистраль А27.
Население (2014) — 4 720 человек.

## Экономика
Структура занятости населения:
- сельское хозяйство — 2,5 %
- промышленность — 31,4 %
- строительство — 2,3 %
- торговля, транспорт и сфера услуг — 35,3 %
- государственные и муниципальные службы — 28,5 %

Уровень безработицы (2013) — 6,8 % (Франция в целом — 12,8 %, департамент Нор — 17,2 %). 

Среднегодовой доход на 1 человека, евро (2013) — 23 225 (Франция в целом — 25 140, департамент Нор — 18 575).

## Демография
Динамика численности населения, чел.

## Администрация
Администрацию Безьё с 2016 года возглавляет Поль Дюпон (Paul Dupont). По итогам муниципальных выборов 2014 года мэром города в очередной раз был избран Франсис Дельрю (Francis Delrue), занимавший этот пост с 1983 года. В 2016 году он принял решение уйти в отставку, и мэром Безьё был избран Дюпон.